# ゴー宣道場
ゴー宣道場（ゴーせんどうじょう）は、漫画家の小林よしのりが主催する「道場」（シンポジウム）。
2023年12月より、アルファベット表記を交えたゴー宣DOJOに改名した。

## 概要
- 2010年4月11日、小林よしのり・堀辺正史・高森明勅・宮城能彦・笹幸恵の5人で第1回が開催された[1]。
- 「身を修め、現場で戦う覚悟をつくる公論の場」を道場開設の主旨とし、日本社会における公論の形成をその主眼目標としている。
- 二部構成となっており、第一部では後述する師範、あるいはゲスト講師による、議題の公開討論形式にて進行され、休憩時間を挟み、第二部では参加者による質疑応答が行われる。そのため、プライバシー保護のため、第二部は（後述のゴー宣道場チャンネルの会員以外には）非公開である場合が多い。
- 上記のことから、政治・経済・社会にまつわるテーマを討議することが多いが、第9回や第38回、第76回のような、身近な題材を扱うこともある。「男女双系皇位継承」・「女性の地位向上」・「国民の手による立憲的憲法改正」が三大目標である。さらに、新型コロナウイルス、及びジャニー喜多川・松本人志・伊東純也などによる性加害疑惑問題における日本のマスコミの報道のありかた、行政の対応、大衆の反応 などが、戦後の日本社会の「ポピュリズム」・「人命尊重主義」・「人権真理教」の問題性を曝露したものとしてクローズアップされており、アメリカ由来のキャンセル・カルチャーの弊害を主張し、真の保守思想とは何であるのかを追求し、公共の福祉という概念への問いかけも行われている。
- ウクライナ戦争においては、国際法による正義の判定の基準を明確にし、いわゆるどっちもどっち論や陰謀論には反する立場を主張している。コロナウイルスやワクチンにおける陰謀論にも懐疑的である。
- 創設当初は毎月第2日曜日に開催されていたが、その後、原則として隔月第2日曜日に実施されていた。さらに東京以外の地方（札幌・名古屋・大阪・岡山・福岡など）で開催される機会も増えており、再度毎月開催の場合が多くなってきている。
- レギュラー講師を「師範」、過去に道場に参加したことがある、専用のメーリングリストの会員を「門下生」と称し、その中から公論サポーターと呼ばれる設営に携わる会員が選ばれている。
- 参加費3,000円。ゴー宣ネット道場より参加応募可能である（当初は往復葉書で応募し、当選者にはその返信用葉書が送られていた）。
- 開催当日にはニコニコ生放送で視聴することもでき、当日視聴できない人のための、30日間のタイムシフト視聴が可能である。
- 過去の道場については、ゴー宣ネット道場の「ゴー宣道場チャンネル」にて、視聴することもできる。ただし、ゴー宣道場チャンネルの会員に登録していなければならない。また、第二部の質疑応答については、上述の参加者のプライバシー保護の目的で編集が行われている。
- ゴー宣ネット道場での配信番組、「オドレら正気か？」の拡大版、及び「歌謡曲を通して日本を語る」の生LIVEが、ゴー宣道場並の規模の公開番組として開催されることもある。また、不定期に小林よしのりが識者を招いて討論を行う「よしりん十番勝負 」、ゲストを招かない「よしりん独演会 」が開かれることもある（総称して「公論イベント」と呼ばれている）。

## 師範・アドバイザー
代表師範小林よしのり
創設師範堀辺正史、高森明勅、笹幸恵 ／ 宮城能彦（第9回まで参加）
師範切通理作（第6回から第65回まで参加） ／ 有本香（第8回から第14回まで参加）／ 泉美木蘭（第30回から参加）／倉持麟太郎（第58回から参加）
アドバイザー五反分正彦（加藤紘一衆議院議員の政策秘書、第17回から参加）
その他、一部の門下生、公論サポーターなど。

## ゴー宣ネット道場
「ゴー宣道場」のホームページ。師範のブログやニコニコ動画、「ゴー宣道場」にまつわる情報、ニコニコ動画チャンネル「小林よしのりチャンネル」のメインコンテンツである公式WEBマガジン、小林よしのりライジング（毎週火曜日配信）などからなる。
ブログ執筆者
師範小林よしのり、高森明勅、笹幸恵、切通理作、泉美木蘭、倉持麟太郎
スタッフ時浦兼（トッキー）、岸端みな（みなぼん）
その他、一部の門下生、公論サポーター（「ゴー宣ジャーナリスト」欄掲載）など。

## 公論イベント開催日などの一覧
出典：道場の100年ゴー宣道場公式ホームページ・ゴー宣道場歴史年表世界のゴー宣ファンサイト

### ゴー宣道場（ゴー宣DOJO)
| 回                                    | 開催日         | テーマ                                         | ゲスト | 会場                                                                          |
| ------------------------------------- | -------------- | ---------------------------------------------- | --- | ----------------------------------------------------------------------------- |
| 第1回                                 | 2010年4月11日  | 君と僕                                         | [ 注釈 1 ] | 骨法道場                                                                      |
| 第2回                                 | 2010年5月9日   | 女系継承は皇統断絶に非ず                       | [ 注釈 2 ] | 骨法道場                                                                      |
| 第3回                                 | 2010年6月13日  | 日本の政治に希望はあるのか？                   | 原口一博（民主党総務大臣） 城内実（衆議院議員）                                                                                     | 骨法道場                                                                      |
| 第4回                                 | 2010年7月11日  | 沖縄の歴史と米軍基地を語る作法                 | - | 骨法道場                                                                      |
| 第5回                                 | 2010年8月8日   | 過去の戦争、現在の戦争                         | 渡部陽一 | 靖国会館                                                                      |
| 第6回                                 | 2010年9月12日  | 愛国心と愛郷心を結ぶもの                       | 加藤紘一（衆議院議員） 切通理作 | 骨法道場                                                                      |
| 第7回                                 | 2010年10月10日 | 私から公への経路                               | 切通理作 | 骨法道場                                                                      |
| 第8回                                 | 2010年11月14日 | 民族と国民の葛藤 〜アイヌ系日本人からの告発〜  | 砂澤陣 小野寺まさる（北海道議会議員）                                                                                               | タイム24ビル                                                                  |
| 第9回                                 | 2010年12月12日 | 中国、台湾、チベット、そしてアメリカを分析せよ | [ 注釈 5 ] | タイム24ビル                                                                  |
| 第10回                                | 2011年1月9日   | 日本に“新しい夜明け”は来るのか？               | [ 注釈 6 ] | 玉川区民会館                                                                  |
| 第11回                                | 2011年2月13日  | 若者の現実と夢                                 | 松山政司（参議院議員） | タイム24ビル                                                                  |
| （中止）                              | 2011年3月13日  | 安倍晋三元首相と腹を割って話してみる           | 安倍晋三（衆議院議員・元内閣総理大臣）                                                                                              | TKP大手町カンファレンスセンター                                               |
| 第12回                                | 2011年4月10日  | 「大地震」 有事と国民                          | - | 人事労務会館                                                                  |
| 第13回                                | 2011年5月15日  | 新日本人に訊け！                               | ビル・トッテン 呉善花 | TKP大手町カンファレンスセンター                                               |
| 第14回                                | 2011年6月12日  | 3.11以後の日本は変わるのか？                   | - | 人事労務会館                                                                  |
| 第15回                                | 2011年7月10日  | 天皇を知らない保守言論人                       | - | 人事労務会館                                                                  |
| 第16回                                | 2011年8月7日   | なでしこ VS 日本男児、どっちが強い？           | - | 人事労務会館                                                                  |
| 第17回                                | 2011年9月11日  | グローバリズムは歴史の必然か？                 | 平池栄一（総務省官僚） 五反分正彦                                                                                                   | 人事労務会館                                                                  |
| 第18回                                | 2011年10月16日 | 国防論を語ろう！                               | つのだ☆ひろ 井上和彦 | 玉川区民会館                                                                  |
| 第19回                                | 2011年11月13日 | 期待できる政治家っているのか？                 | [ 注釈 7 ] | TKP渋谷カンファレンスセンター                                                 |
| 第20回                                | 2011年12月11日 | 70年目の日米開戦前夜                           | - | 人事労務会館                                                                  |
| 第21回                                | 2012年1月15日  | ソーシャルメディアの罠                         | 佐々木俊尚 | 人事労務会館                                                                  |
| 第22回                                | 2012年2月12日  | 国家と故郷とTPP                                | 稲田朋美（衆議院議員） 鷲尾英一郎（衆議院議員）                                                                                     | 人事労務会館                                                                  |
| 第23回                                | 2012年3月11日  | 3.11以後、発狂した政治・言論を撃て！           | 田上順唯 | 人事労務会館                                                                  |
| 第24回                                | 2012年4月8日   | 女性宮家創設の今一つの危うさ                   | - | 人事労務会館                                                                  |
| 第25回                                | 2012年5月13日  | 公民と国民、何が違うか？ 〜権力批判のすすめ〜  | - | 人事労務会館                                                                  |
| 第26回                                | 2012年6月10日  | 保守って何？ 〜自民党ならいいのか？〜          | 田村謙治（衆議院議員） | アットビジネスセンター 東京駅八重洲通り                                       |
| 第27回                                | 2012年7月15日  | チルドレン政治の終わらせ方                     | 林芳正（参議院議員） | 人事労務会館                                                                  |
| 第28回                                | 2012年8月19日  | マスゴミとネトゴミといじめ                     | - | 人事労務会館                                                                  |
| 第29回                                | 2012年9月16日  | 倫理と成長の脱原発                             | 河野太郎（衆議院議員） 吉原毅 木内みどり 津田大介                                                                                   | 玉川区民会館                                                                  |
| 第30回                                | 2012年10月14日 | 慰安婦問題、アゲイン！                         | - | 人事労務会館                                                                  |
| 第31回                                | 2012年11月11日 | サブカル・ヒーローの本質に迫る                 | - | アットビジネスセンター東京駅八重洲通り                                        |
| 第32回                                | 2012年12月9日  | なぜ政治家に失望するのか？                     | - | 人事労務会館                                                                  |
| 第33回                                | 2013年1月13日  | 景気と幸福について考えよう                     | - | 人事労務会館                                                                  |
| 第34回                                | 2013年2月10日  | 女性問題と少子化対策                           | - | 人事労務会館                                                                  |
| 第35回                                | 2013年4月14日  | 体罰って何だろう？                             | - | 人事労務会館                                                                  |
| 第36回                                | 2013年6月9日   | ネットと排外主義を考察しよう                   | 中川淳一郎 | 人事労務会館                                                                  |
| 第37回                                | 2013年8月11日  | 雅子妃殿下の行方                               | - | 人事労務会館                                                                  |
| 第38回                                | 2013年10月13日 | 『風立ちぬ』から現代を考える                   | - | 人事労務会館                                                                  |
| 第39回                                | 2013年12月1日  | 政治権力と天皇                                 | - | 人事労務会館                                                                  |
| ネット第1回                           | 2014年1月12日  | 安倍首相の靖国神社参拝をどう見るか             | - | -                                                                             |
| ネット第2回                           | 2014年2月9日   | 細川・小泉の『脱原発』こそが資本主義である！   | - | -                                                                             |
| 第40回                                | 2014年3月2日   | 専業主婦が女のあるべき姿なのか？               | - | 人事労務会館                                                                  |
| 第41回                                | 2014年4月13日  | 憎韓・嫌中ブームの反知性主義を斬る！           | 朴順梨 萱野稔人（津田塾大学教授）                                                                                                   | 人事労務会館                                                                  |
| 第42回                                | 2014年6月18日  | 憲法を知らない保守を叱る！                     | - | 人事労務会館                                                                  |
| 第43回                                | 2014年8月10日  | 危ない日本語48                                 | - | 人事労務会館                                                                  |
| 第44回                                | 2014年10月12日 | 幼児化する大人たち                             | 宇野常寛 古市憲寿 | 人事労務会館                                                                  |
| 第45回                                | 2014年12月14日 | 道徳教育は可能なのか？                         | 岡田斗司夫 | 人事労務会館                                                                  |
| 第46回                                | 2015年2月8日   | 「新戦争論」と戦後70年                         | 田村謙治（元衆議院議員・民主党） | 人事労務会館                                                                  |
| 第47回                                | 2015年4月12日  | 第2弾・「新戦争論」と戦後70年                  | - | 人事労務会館                                                                  |
| 第48回                                | 2015年6月14日  | 戦争と道徳                                     | 東浩紀 宮台真司 | 人事労務会館                                                                  |
| 第49回                                | 2015年8月2日   | 安倍晋三は中韓に屈している！                   | 松竹伸幸 | 人事労務会館                                                                  |
| 第50回                                | 2015年10月11日 | 憲法9条で平和は守れるか？                      | 松竹伸幸 | 人事労務会館                                                                  |
| 第51回                                | 2015年11月8日  | とりま民主主義ってデモか？                     | - | 日本研修センター江坂 （第1回関西ゴー宣道場）                                  |
| 第52回                                | 2015年12月13日 | 道徳Revenge                                    | [ 注釈 12 ] | 人事労務会館                                                                  |
| 第53回                                | 2016年2月14日  | 慰安婦〈合意〉は正しかったのか？               | 藤岡信勝（拓殖大学客員教授） | 人事労務会館                                                                  |
| 第54回                                | 2016年4月10日  | 追悼 堀辺正史 武士道と現代日本                 | 鈴木邦男 木立氏（骨法道場） | 人事労務会館                                                                  |
| 第55回                                | 2016年6月5日   | 言論の自由と潔癖王国                           | - | 人事労務会館                                                                  |
| 第56回                                | 2016年7月10日  | 民主主義という病い                             | 東浩紀 青木理 津田大介 | 人事労務会館                                                                  |
| 第57回                                | 2016年8月7日   | おそるべき天皇 生前退位の真相                  | [ 注釈 13 ] | 日本研修センター江坂 （第2回関西ゴー宣道場）                                  |
| 第58回                                | 2016年9月11日  | 天皇陛下のお気持ちをなぜ叶えないのか？         | 倉持麟太郎 | 人事労務会館                                                                  |
| 第59回                                | 2016年10月9日  | 高森明勅 皇室典範改正案 公表！                 | - | 人事労務会館                                                                  |
| 第60回                                | 2016年12月11日 | 天皇制と女性の活躍                             | 三浦瑠麗 | 人事労務会館                                                                  |
| 第61回                                | 2017年2月12日  | 大御心か？権力か？                             | 細野豪志（民進党衆議院議員） 山尾志桜里（民進党衆議院議員）                                                                         | 人事労務会館                                                                  |
| 第62回                                | 2017年3月12日  | 自民党にもいる尊皇派                           | 船田元（自民党衆議院議員） | 人事労務会館                                                                  |
| 第63回                                | 2017年4月9日   | 天皇の願いは叶ったか？                         | - | リファレンスビル駅東ビル （第1回九州ゴー宣道場）                              |
| 第64回                                | 2017年6月11日  | 公の為に～生前退位と共謀罪                     | 馬淵澄夫（民進党衆議院議員） 山尾志桜里（民進党衆議院議員）                                                                         | 人事労務会館                                                                  |
| 第65回                                | 2017年8月6日   | 9条に自衛隊って本気か！？                      | 井上達夫（東京大学大学院教授） 枝野幸男（民進党衆議院議員）                                                                         | 人事労務会館                                                                  |
| 第66回                                | 2017年10月8日  | 真の憲法改正とは何か？                         | [ 注釈 15 ] | 人事労務会館                                                                  |
| 第67回                                | 2017年11月12日 | 権力と共謀して何がオモロイねん！               | 高山佳奈子（京都大学大学院教授） 山尾志桜里（無所属衆議院議員）                                                                     | 日本研修センター江坂 （第3回関西ゴー宣道場）                                  |
| 第68回                                | 2017年12月10日 | 憲法改正の作法を教えよう                       | 山尾志桜里（無所属衆議院議員） | 人事労務会館                                                                  |
| 第69回                                | 2018年2月4日   | 憲法9条の命運                                  | 駒村圭吾（慶應義塾大学法学部教授） 山尾志桜里（立憲民主党衆議院議員）                                                               | 人事労務会館                                                                  |
| 第70回                                | 2018年3月11日  | 新世代の憲法論                                 | 曽我部真裕（京都大学教授） 山尾志桜里（立憲民主党衆議院議員）                                                                       | 日本研修センター江坂 （第4回関西ゴー宣道場）                                  |
| 第71回                                | 2018年4月8日   | 権力の腐敗と立憲主義                           | 山元一（慶應義塾大学教授） 山尾志桜里（立憲民主党衆議院議員）                                                                       | 人事労務会館                                                                  |
| 第72回                                | 2018年5月3日   | 安倍暴走を立憲主義なら糾せる！                 | 井上達夫（東京大学大学院教授） 伊勢崎賢治（東京外国語大学教授） 山尾志桜里（立憲民主党衆議院議員） 枝野幸男（立憲民主党衆議院議員） | 目黒区中小企業センターホール                                                  |
| 第73回                                | 2018年6月2日   | 保守とリベラルの役割。そして立憲               | 中島岳志（東京工業大学リベラルアーツ研究教育院教授）                                                                                | LOFT9 SHIBUYA                                                                 |
| 第74回                                | 2018年6月10日  | 憲法は国民のものではないのか？                 | - | 八重洲博多ビル （第2回九州ゴー宣道場）                                        |
| 第75回                                | 2018年8月5日   | 立憲的憲法、山尾志桜里・条文案、発表！         | 山尾志桜里（立憲民主党衆議院議員）                                                                                                  | 人事労務会館                                                                  |
| 第76回                                | 2018年10月14日 | 男女平等とLGBTの真相                           | [ 注釈 17 ] | 人事労務会館                                                                  |
| 第77回                                | 2018年11月11日 | 『戦争論』以後の日本と憲法9条                  | [ 注釈 18 ] | TKP京都四条烏丸カンファレンスセンター （京都ゴー宣道場・第5回関西ゴー宣道場） |
| 第78回                                | 2018年12月9日  | 移民と人権とナショナリズム                     | 山尾志桜里（立憲民主党衆議院議員）                                                                                                  | 人事労務会館                                                                  |
| 第79回                                | 2019年2月10日  | 国防のリアルと憲法の矛盾                       | 川上高司 | 人事労務会館                                                                  |
| 第80回                                | 2019年3月10日  | 石破茂は何を考えているのか？                   | 石破茂（自由民主党衆議院議員） | 日本研修センター江坂 （第6回関西ゴー宣道場）                                  |
| 第81回                                | 2019年4月7日   | 日本経済は復活できるのか？                     | 藤井聡（京都大学大学院工学研究科教授）                                                                                              | 人事労務会館                                                                  |
| 第82回                                | 2019年6月9日   | 新天皇即位と皇室の未来                         | 山尾志桜里（立憲民主党衆議院議員）                                                                                                  | 人事労務会館                                                                  |
| 第83回                                | 2019年8月4日   | 皇室と憲法における平和主義                     | 第1部：田原総一朗 第2部：安田真理                                                                                                   | 人事労務会館                                                                  |
| 第84回                                | 2019年10月20日 | 天皇論「日米激突」                             | ケネス・ルオフ（ポートランド州立大学教授）                                                                                          | 人事労務会館                                                                  |
| 第85回                                | 2019年11月10日 | 九州は男尊女卑か？                             | [ 注釈 19 ] | リファレンスビル駅東ビル （第3回九州ゴー宣道場）                              |
| 第86回                                | 2019年12月8日  | 正念場を迎える皇位の安定継承                   | 山尾志桜里（立憲民主党衆議院議員）                                                                                                  | オフィスパーク名駅プレミアムホール＆会議室 （第1回東海ゴー宣道場）            |
| 第87回                                | 2020年2月9日   | 道場10年 成果と展望                            | [ 注釈 21 ] | 人事労務会館                                                                  |
| 第88回                                | 2020年3月8日   | 女性が輝く時代は来るか？                       | [ 注釈 23 ] | 第一セントラルビル２号館会議室セントラルフォレスト （第1回中四国ゴー宣道場）  |
| 第89回                                | 2020年6月14日  | 【限定開催】コロナと緊急事態条項               | 金塚彩乃（弁護士） |                                                                               |
| 第90回                                | 2020年7月12日  | コロナの正体                                   | 木村盛世（医師） |                                                                               |
| 第91回                                | 2020年9月13日  | 経済と憲法でポストコロナの社会像を提示する！   | 玉木雄一郎（国民民主党衆議院議員）・山尾志桜里（国民民主党衆議院議員）                                                              |                                                                               |
| 第92回                                | 2020年10月11日 | 『コロナ論』が炙り出したもの                   | 施光恒（九州大学教授） | （第3回九州ゴー宣道場）                                                       |
| 第93回                                | 2020年11月8日  | 愛子皇太子の可能性 嵐を呼ぶ質疑応答            | 山尾志桜里（国民民主党衆議院議員）                                                                                                  | （第2回東海ゴー宣道場）                                                       |
| 第94回                                | 2020年12月6日  | コロナ後のリベラル                             | 宇野常寛 |                                                                               |
| 第95回                                | 2021年2月14日  | コロナ禍と女性の地位向上                       | 金塚彩乃（弁護士） |                                                                               |
| 第96回                                | 2021年4月11日  | 皇室スキャンダルと国民                         | | （第1回新潟ゴー宣道場）                                                       |
| 第97回                                | 2021年5月3日   | 憲法は今、生きているか――コロナ禍、自衛権、天皇 | 横大道聡（慶應義塾大学教授）、稲田朋美（自由民主党衆議院議員）、山尾志桜里（国民民主党衆議院議員）                                  |                                                                               |
| 第98回                                | 2021年6月13日  | 科学的コロナの正体                             | 井上正康（健康科学研究所・現代適塾 塾長・大阪市立大学医学部名誉教授）                                                               |                                                                               |
| 第99回                                | 2021年7月11日  | コロナ禍と巨悪マスコミ                         | 宮沢孝幸（京都大学ウイルス・再生医科学研究所准教授。博士）、萬田緑平（在宅緩和ケア專門医・緩和ケア萬田診療所院長）                  | （第1回北海道ゴー宣道場）                                                     |
| 第100回                               | 2021年9月12日  | 常識の逆襲                                     | 中川淳一郎 | （第3回東海ゴー宣道場）                                                       |
| 第101回                               | 2021年10月10日 | 女性天皇・女性宮家は不可能なのか？             | 矢部万紀子 | （第2回中四国ゴー宣道場）                                                     |
| 第102回                               | 2021年12月5日  | 日本人大劣化現象                               | |                                                                               |
| 第103回                               | 2022年2月13日  | 愛子天皇の理由                                 | 馬淵澄夫（立憲民主党衆議院議員） |                                                                               |
| 第104回                               | 2022年3月13日  | 愛子天皇こそ日本の未来！                       | 石破茂（自由民主党衆議院議員） |                                                                               |
| 第105回                               | 2022年5月3日   | 愛子天皇とコロナ禍、憲法の弱点！               | 宇野常寛 | （第7回関西ゴー宣道場）                                                       |
| 第106回                               | 2022年7月10日  | 女性天皇と女系天皇は違う？（はてな）           | | （第2回北海道ゴー宣道場）                                                     |
| 第107回                               | 2022年9月11日  | シナ男系主義からの離脱–愛子天皇へ              | 宇野常寛 | （第4回東海ゴー宣道場）                                                       |
| 第108回                               | 2022年11月12日 | ウクライナ戦争論                               | グレンコ・アンドリー | （第4回九州ゴー宣道場）                                                       |
| 第109回                               | 2022年12月4日  | 2022年はドツボだった。明日はどっちだ？         | 宇野恒泰、馬淵澄夫（立憲民主党衆議院議員）、菅野志桜里（弁護士）                                                                    |                                                                               |
| 第110回                               | 2023年3月11日  | 女性天皇は中継ぎか？                           | | （第8回関西ゴー宣道場）※奈良市開催                                            |
| 第111回                               | 2023年5月27日  | 保守とリベラルの間、憲法と平等                 | 宇野常寛、切通理作 | （関東ゴー宣道場）                                                            |
| 特別回その1：愛子さまを皇太子に       | 2023年7月23日  |                                                | 菅野志桜里（弁護士）、矢部万紀子、男野系子                                                                                          |                                                                               |
| 第112回                               | 2023年11月12日 | マスコミはなぜ常に狂うのか？                   | [ 注釈 27 ] | （第1回東北ゴー宣道場）                                                       |
| 第113回                               | 2023年12月3日  | 愛子さまと悠仁さま                             | | （関東ゴー宣道場）                                                            |
| 第114回                               | 2024年2月10日  | 安倍政権と以後の政局                           | [ 注釈 28 ] | （関東ゴー宣道場）                                                            |
| 第115回                               | 2024年3月16日  | チェブリンに保守思想を分かるまで教える         | チェブリン・モン子 | （関東ゴー宣道場）                                                            |
| 第116回                               | 2024年4月20日  | 人権カルトと日本人論                           | | （第5回東海ゴー宣道場）                                                       |
| 第117回                               | 2024年5月25日  | 週刊文春を糾弾せよ！                           | | （第9回関西ゴー宣道場）                                                       |
| 第118回                               | 2024年5月26日  | 女性活躍とは何か？                             | | （第10回関西ゴー宣道場）※初の二日連続開催                                     |
| 特別回その2：愛子さましか勝たん！     | 2023年7月27日  |                                                | 森暢平（成城大学教授）、森由里子（作詞家・音楽プロデューサー）矢部万紀子                                                            |                                                                               |
| 第119回                               | 2024年11月2日  | 原爆の悲惨さはなぜ伝わらないのか？             | 切通理作 | （第3回中四国ゴー宣道場）※広島市開催                                          |
| 皇統クラブ活動・成果第一弾            | 2024年12月7日  | 「愛子天皇と言える？言えない？」               | 田島麻衣子（立憲民主党參議院議員）                                                                                                  |                                                                               |
| 第120回                               | 2025年1月25日  | 伝統ではない！男尊女卑だ！                     | 森暢平（成城大学教授）、菅野志桜里（弁護士）                                                                                        | （関東ゴー宣道場）                                                            |
| 第121回                               | 2025年3月15日  | 天皇は双系が伝統である！                       | 桜井周（立憲民主党衆議院議員）、菅野志桜里（弁護士）                                                                                | （第11回関西ゴー宣道場）                                                      |
| 第122回                               | 2025年4月20日  | ウクライナ戦争と国際法の行方                   | 菅野志桜里（弁護士）、篠田英朗（東京外国語大学大学院教授）、井上達夫（東京大学大学院教授）                                          | （関東ゴー宣道場）※横浜市開催                                                 |
| 第123回                               | 2025年5月4日   | 志桜里応援ゴー宣DOJO・第一弾 東京              | 菅野（山尾）志桜里（弁護士） | （関東ゴー宣道場）                                                            |
| 第124回                               | 2025年6月8日   | 山尾しおり応援ゴー宣DOJO・第二弾 大阪          | | （第12回関西ゴー宣道場）                                                      |
| 特別回その3：よしりん・ぽっくん夏祭り | 2025年7月12日  |                                                | 第二部：山尾志桜里、森暢平（成城大学教授）、井上達夫（東京大学名誉教授）                                                            | （四部構成）                                                                  |
| 第125回                               | 2025年9月7日   | 政局と愛子天皇                                 | 森暢平（成城大学教授） | （関東ゴー宣道場）                                                            |

- 2011年3月13日の回は、東北地方太平洋沖地震（東日本大震災）の影響で中止になり[2]、師範のみの地震に関する議論が「道場生のいないゴー宣道場」として動画で公開された。

### オドレら正気か？LIVE
| 開催日         | テーマ                                                     | ゲスト                                                           | 会場                                    |
| -------------- | ---------------------------------------------------------- | ---------------------------------------------------------------- | --------------------------------------- |
| 2019年9月8日   | オドレら正気か？公開生放送in大阪                           |                                                                  | 大阪（吹田市「日本研修センター 江坂」） |
| 2020年8月9日   | ライブ！オドレら正気か？「グローバルコロナの天罰！」       |                                                                  | 大阪開催                                |
| 2021年1月9日   | オドレら正気か？新春LIVE－コロナ禍は誰が終わらせるのか？－ |                                                                  | 東京開催                                |
| 2021年3月14日  | オドレら正気か？関西LIVE「コロナ全体主義をぶっ飛ばせ！」   |                                                                  | 大阪開催                                |
| 2021年10月30日 | オドレら正気か？大阪LIVE「コロナ禍の終わらせ方」           | 井上正康、金城信雄、楊井人文、倉田真由美                         | 大阪開催                                |
| 2022年1月8日   | オドレら正気か？新春LIVE「あばよコロナ！5類に下げろ」      | 井上正康、中川淳一郎、倉田真由美、楊井人文、萬田緑平、倉持麟太郎 | 東京開催                                |
| 2022年2月20日  | オドレら正気か？SPECIAL・公開LIVE                          | 井上正康、鳥集徹、たけし社長                                     | 東京開催                                |
| 2022年3月20日  | オドレら正気か？SPECIAL・公開LIVE                          | 中川淳一郎、倉田真由美                                           | 東京開催                                |
| 2022年6月4日   | オドレら正気か？関西LIVE「コロナ禍のあとしまつ」（         | 井上正康、宮沢孝幸、倉田真由美、中川淳一郎                       | 大阪開催                                |
| 2022年8月6日   | オドレら正気か？横浜LIVE「ウクライナ戦争の真実」           | グレンコ・アンドリー、篠田英朗                                   | 横浜市開催                              |
| 2022年10月9日  | オドレら正気か？in神戸「密教で語るとどうなるか？」         |                                                                  | 神戸市開催                              |
| 2022年10月22日 | オドレら正気か？in千葉「そして馬鹿しかいなくなった」       |                                                                  | 千葉市開催                              |
| 2023年2月12日  | オドレら正気か？in岡山「ときめきの愛子天皇」               |                                                                  | 岡山市開催                              |
| 2023年3月25日  | オドレら正気か？LIVE「統一協会問題の闇 Special」           | 有田芳生                                                         | 東京開催                                |
| 2023年6月11日  | オドレら正気か？LIVE「コロナと陰謀論」                     | 萬田緑平                                                         | 東京開催                                |
| 2023年9月9日   | オドレら正気か？in名古屋「第1回ダンケー珍説大賞」          |                                                                  | 名古屋市開催                            |
| 2024年9月14日  | オドレら正気か？LIVE「民主主義に希望があるのか？」         |                                                                  | 東京開催                                |

### よしりん十番勝負
| 開催日        | テーマ                                                      | ゲスト               | 会場         |
| ------------- | ----------------------------------------------------------- | -------------------- | ------------ |
| 2021年3月14日 | よしりん十番勝負「コロナ論、緊急鼎談！」                    | 三浦瑠麗氏、東浩紀氏 | 東京開催     |
| 2022年5月15日 | よしりん十番勝負2「国家再生会議」                           | 藤井聡、施光恒       | 名古屋市開催 |
| 2023年4月16日 | よしりん十番勝負3「ウクライナ戦争はどう終わらせるべきか？」 | 井上達夫、菅野志桜里 | 東京開催     |

### よしりん独演会
| 開催日         | テーマ                                 | ゲスト | 会場       |
| -------------- | -------------------------------------- | ------ | ---------- |
| 2022年10月14日 | よしりん独演会「君たちはどう生きるか」 |        | 大阪市開催 |

### 歌謡曲を通して日本を語るLIVE
| 開催日        | テーマ                                        | ゲスト | 会場               |
| ------------- | --------------------------------------------- | ------ | ------------------ |
| 2024年3月2日  | 「歌謡曲を通して日本を語る」@横浜LIVE         |        | 横浜市開催         |
| 2024年10月5日 | 「歌謡曲を通して故郷・福岡を語る」LIVE in福岡 |        | 明治安田ホール福岡 |
| 2025年2月15日 | 「歌謡曲を通して日本を語る」横浜LIVE          |        | 横浜市開催         |
| 2025年5月24日 | 「歌謡曲を通して日本を語る」 LIVE in 名古屋   |        | 名古屋市開催       |

## 関連書籍
- 『ゴー宣道場 〜いまこそ、日本の「公論」を立ち上げよ！〜』（2011年・ワック） ISBN 9784898311554 （第1回から第5回まで収録）
- 『ゴー宣道場選書 原発はヤバイ、核兵器は安全』（2012年・飛鳥新社） ISBN 9784864101547 （第18回を収録）
- 『希望の国・日本』（対談集・2010年・飛鳥新社） ISBN 9784870319974 （第3回関連）
- 『「白紙召集」で散る 〜軍属たちのガダルカナル戦記〜』（笹幸恵著・2010年・新潮社）ISBN 9784103261216 （第5回関連）
- 『新日本人に訊け！』（対談集・2011年・飛鳥新社） ISBN 9784864100847 （第13回関連）
- 『日本の10大天皇』（高森明勅著・2011年・幻冬舎新書） ISBN 9784344982178 （第15回関連）
- 『「日本男児」という生き方』（笹幸恵著・2011年・草思社） ISBN 9784794218100 （第16回関連）
- 『はじめての支那論 〜中華思想の正体と日本の覚悟〜』（対談・2011年・幻冬舎新書） ISBN 9784344982253 （第17回関連）
- 『ゴーマニズム宣言SPECIAL 国防論』（小林よしのり著・2011年・小学館） ISBN 9784093897365 （第18回関連）
- 『孤独を貫け』（小林よしのり・清水克衛著・2016年・イースト・プレス）ISBN 978-4781614076（第55回関連）
- 『ザ・議論! ｢リベラルVS保守｣究極対決』（小林よしのり・井上達夫著）・2016年・毎日新聞出版）ISBN 978-4620324210（第65回関連）
- 『ゴー宣憲法道場Ⅰ白帯』 （小林よしのり・井上達夫・山尾志桜里・駒村圭吾・曾我部真裕著・毎日新聞出版・2018年）ISBN 978-4620325170（第72回関連）
- 『立憲的改憲－憲法をリベラルに考える7つの対論』（山尾志桜里著 ・2018年・ちくま新書）ISBN 978-4480071644（第75回関連）
- 『属国の9条　ゴー宣憲法道場Ⅱ黒帯』 （小林よしのり・井上達夫・山尾志桜里・枝野幸男・伊勢﨑賢治・山元一・井上武史著・毎日新聞出版・2018年）ISBN 978-4620325170（第75回関連）
- 『天皇論「日米激突」』（小林よしのり・ケネス・ルオフ著・2019年・小学館） ISBN 9784098253579 （第84回関連）
- 『泥にまみれて』（石川達三著・1949年・新潮文庫）（第85回関連）
- 『ゴーマニズム宣言SPECIAL コロナ論』（小林よしのり著・2020年・扶桑社） ISBN 9784594085636 （第92回関連）
- 『新型コロナ－専門家を問い質す』（小林よしのり・泉美木蘭共著・2020年・光文社） ISBN 9784334952044 （第94回関連）
- 『リベラルの敵はリベラルにあり』（倉持麟太郎著・2020年・ちくま新書） ISBN 9784480073358 （第94回関連）
- 『ゴーマニズム宣言SPECIAL コロナ論2』（小林よしのり著・2020年・扶桑社） ISBN 9784594086527 （第95回関連）
- 『ゴーマニズム宣言SPECIAL コロナ論3』（小林よしのり著・2021年・扶桑社） ISBN 9784594087999 （第98回関連）
- 『「女性天皇」の成立』（高森明勅著・2021年・幻冬舎新書） ISBN 9784344986336 （第101回関連）
- 『美智子さまという奇跡』（矢部万紀子著・2019年・幻冬舎新書） ISBN 9784344985407 （第101回関連）
- 『雅子さまの笑顔生きづらさを超えて』（矢部万紀子著・2020年・幻冬舎新書） ISBN 9784344985889 （第101回関連）
- 『ゴーマニズム宣言SPECIAL コロナ論4』（小林よしのり著・2021年・扶桑社） ISBN 9784594089955 （第102回関連）
- 『ゴーマニズム宣言SPECIAL コロナ論5』（小林よしのり著・2022年・扶桑社） ISBN 978-4594091347 （第106回関連）
- 『ゴーマニズム宣言SPECIAL ウクライナ戦争論』（小林よしのり著・2022年・扶桑社） ISBN 978-4594093266 （第108回関連）
- 『ゴーマニズム宣言SPECIAL ウクライナ戦争論2』（小林よしのり著・2023年・扶桑社） ISBN 978-4594094157
- 『統一協会問題の闇 国家を蝕んでいたカルトの正体』（小林よしのり・有田芳生著・2023年・扶桑社新書） ISBN 978-4594094249
- 『ゴーマニズム宣言SPECIAL　愛子天皇論』（小林よしのり著・2023年・扶桑社） ISBN 978-4594095000（特別回関連）
- 『ゴーマニズム宣言SPECIAL　愛子天皇論2』（小林よしのり著・2024年・扶桑社） ISBN 978-4594098827（特別回関連）
- 『ゴーマニズム宣言SPECIAL　日本人論』（小林よしのり著・2024年・扶桑社） ISBN 978-4594097141（第115回・116回関連）
- 『15歳の被爆者: 歴史を消さないために』（狩野美智子・切通理作著・2016年・彩流社） ISBN 978-4779122583（第119回関連）